# تیم ملی فوتبال سوریه
تیم ملی فوتبال سوریه (عربی: المنتخب السوري لكرة القدم) نماینده فوتبال کشور سوریه در مسابقات بین‌المللی است. این تیم مجموعه‌ای است از بهترین بازیکنان رشته فوتبال در این کشور و زیر نظر فدراسیون فوتبال سوریه فعالیت می‌کند.

## تاریخچه مسابقات

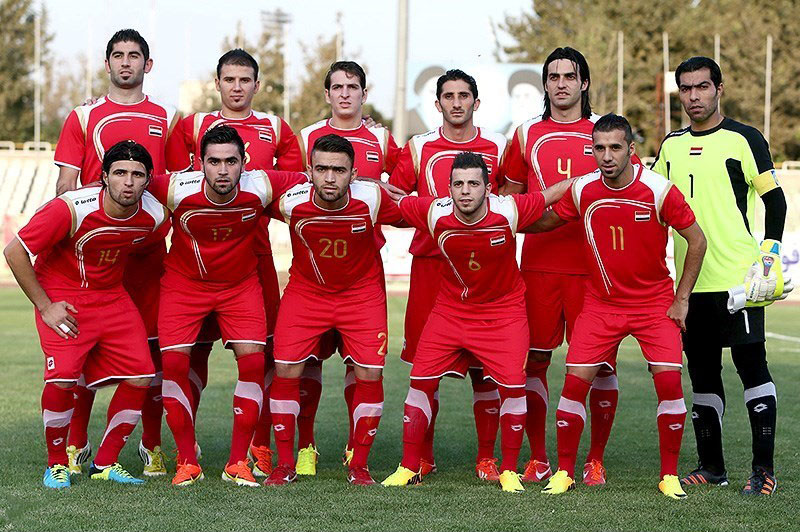
تیم ملی فوتبال سوریه در تهران - ۲۰۱۵

### جام جهانی فوتبال
| جام جهانی فوتبال | جام جهانی فوتبال | جام جهانی فوتبال | جام جهانی فوتبال | جام جهانی فوتبال | جام جهانی فوتبال | جام جهانی فوتبال | جام جهانی فوتبال |             | نتایج جام جهانی | نتایج جام جهانی | نتایج جام جهانی | نتایج جام جهانی | نتایج جام جهانی | نتایج جام جهانی |
| سال              | دور              | Pld              | W                | D *              | L                | GF               | GA               | Pld         | W               | D               | L               | GF              | GA              |                 |
| ---------------- | ---------------- | ---------------- | ---------------- | ---------------- | ---------------- | ---------------- | ---------------- | ----------- | --------------- | --------------- | --------------- | --------------- | --------------- | --------------- |
| ۱۹۳۰             | عدم حضور         | عدم حضور         | عدم حضور         | عدم حضور         | عدم حضور         | عدم حضور         | عدم حضور         | عدم حضور    | –               | –               | –               | –               | –               | –               |
| ۱۹۳۴             | عدم حضور         | عدم حضور         | عدم حضور         | عدم حضور         | عدم حضور         | عدم حضور         | عدم حضور         | عدم حضور    | –               | –               | –               | –               | –               | –               |
| ۱۹۳۸             | عدم حضور         | عدم حضور         | عدم حضور         | عدم حضور         | عدم حضور         | عدم حضور         | عدم حضور         | عدم حضور    | –               | –               | –               | –               | –               | –               |
| ۱۹۵۰             | انصراف           | انصراف           | انصراف           | انصراف           | انصراف           | انصراف           | انصراف           | انصراف      | ۱               | ۰               | ۰               | ۱               | ۰               | ۷               |
| ۱۹۵۴             | عدم حضور         | عدم حضور         | عدم حضور         | عدم حضور         | عدم حضور         | عدم حضور         | عدم حضور         | عدم حضور    | –               | –               | –               | –               | –               | –               |
| ۱۹۵۸             | راه نیافت        | راه نیافت        | راه نیافت        | راه نیافت        | راه نیافت        | راه نیافت        | راه نیافت        | راه نیافت   | ۲               | ۰               | ۱               | ۱               | ۱               | ۲               |
| ۱۹۶۲             | انصراف           | انصراف           | انصراف           | انصراف           | انصراف           | انصراف           | انصراف           | انصراف      | –               | –               | –               | –               | –               | –               |
| ۱۹۶۶             | انصراف           | انصراف           | انصراف           | انصراف           | انصراف           | انصراف           | انصراف           | انصراف      | –               | –               | –               | –               | –               | –               |
| ۱۹۷۰             | عدم حضور         | عدم حضور         | عدم حضور         | عدم حضور         | عدم حضور         | عدم حضور         | عدم حضور         | عدم حضور    | –               | –               | –               | –               | –               | –               |
| ۱۹۷۴             | راه نیافت        | راه نیافت        | راه نیافت        | راه نیافت        | راه نیافت        | راه نیافت        | راه نیافت        | راه نیافت   | ۶               | ۳               | ۱               | ۲               | ۶               | ۶               |
| ۱۹۷۸             | انصراف           | انصراف           | انصراف           | انصراف           | انصراف           | انصراف           | انصراف           | انصراف      | ۴               | ۱               | ۰               | ۳               | ۲               | ۶               |
| ۱۹۸۲             | راه نیافت        | راه نیافت        | راه نیافت        | راه نیافت        | راه نیافت        | راه نیافت        | راه نیافت        | راه نیافت   | ۴               | ۰               | ۰               | ۴               | ۲               | ۷               |
| ۱۹۸۶             | راه نیافت        | راه نیافت        | راه نیافت        | راه نیافت        | راه نیافت        | راه نیافت        | راه نیافت        | راه نیافت   | ۸               | ۴               | ۳               | ۱               | ۸               | ۴               |
| ۱۹۹۰             | راه نیافت        | راه نیافت        | راه نیافت        | راه نیافت        | راه نیافت        | راه نیافت        | راه نیافت        | راه نیافت   | ۴               | ۲               | ۱               | ۱               | ۷               | ۵               |
| ۱۹۹۴             | راه نیافت        | راه نیافت        | راه نیافت        | راه نیافت        | راه نیافت        | راه نیافت        | راه نیافت        | راه نیافت   | ۶               | ۳               | ۳               | ۰               | ۱۴              | ۴               |
| ۱۹۹۸             | راه نیافت        | راه نیافت        | راه نیافت        | راه نیافت        | راه نیافت        | راه نیافت        | راه نیافت        | راه نیافت   | ۵               | ۲               | ۱               | ۲               | ۲۷              | ۵               |
| ۲۰۰۲             | راه نیافت        | راه نیافت        | راه نیافت        | راه نیافت        | راه نیافت        | راه نیافت        | راه نیافت        | راه نیافت   | ۶               | ۴               | ۱               | ۱               | ۴۰              | ۶               |
| ۲۰۰۶             | راه نیافت        | راه نیافت        | راه نیافت        | راه نیافت        | راه نیافت        | راه نیافت        | راه نیافت        | راه نیافت   | ۶               | ۲               | ۲               | ۲               | ۷               | ۷               |
| ۲۰۱۰             | راه نیافت        | راه نیافت        | راه نیافت        | راه نیافت        | راه نیافت        | راه نیافت        | راه نیافت        | راه نیافت   | ۱۰              | ۶               | ۲               | ۲               | ۲۳              | ۱۰              |
| ۲۰۱۴             | رد صلاحیت        | رد صلاحیت        | رد صلاحیت        | رد صلاحیت        | رد صلاحیت        | رد صلاحیت        | رد صلاحیت        | رد صلاحیت   | ۲               | ۰               | ۰               | ۲               | ۰               | ۶               |
| ۲۰۱۸             | عدم حضور         | عدم حضور         | عدم حضور         | عدم حضور         | عدم حضور         | عدم حضور         | عدم حضور         | عدم حضور    | ۱۳              | ۷               | ۲               | ۴               | ۲۷              | ۱۳              |
| ۲۰۲۲             | راه نیافت _      | راه نیافت _      | راه نیافت _      | راه نیافت _      | راه نیافت _      | راه نیافت _      | راه نیافت _      | راه نیافت _ | _               | _               | _               | _               | _               | _               |
| جمع              | ۰/۲۲             | -                | -                | -                | -                | -                | -                | ۷۷          | ۳۴              | ۱۷              | ۲۶              | ۱۶۴             | ۸۸              |                 |

### جام ملت‌های آسیا

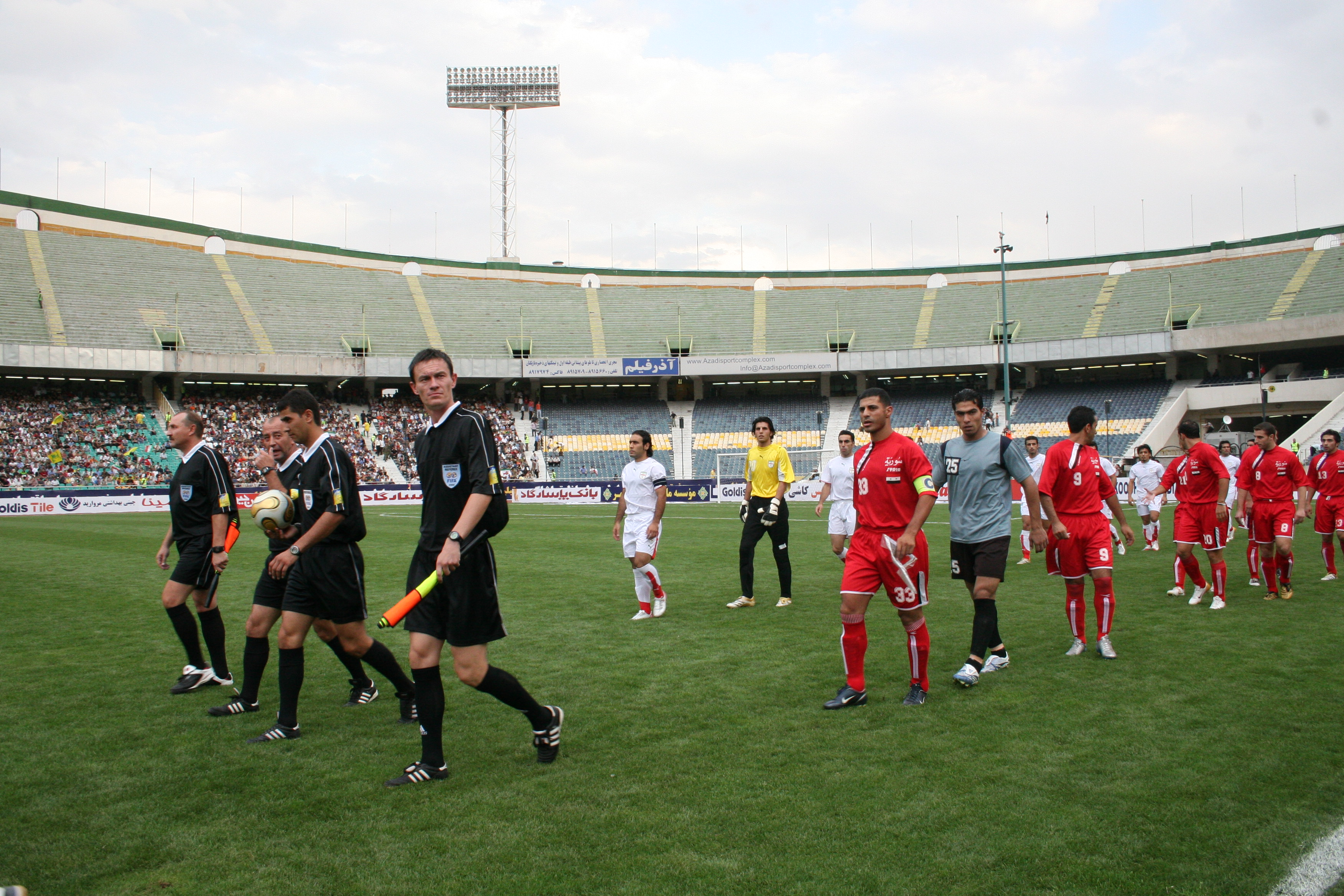
تیم سوریه در ورزشگاه آزادی تهران

| جام ملت‌های آسیا | جام ملت‌های آسیا | جام ملت‌های آسیا | جام ملت‌های آسیا | جام ملت‌های آسیا | جام ملت‌های آسیا | جام ملت‌های آسیا | جام ملت‌های آسیا |    | نتایج انتخابی | نتایج انتخابی | نتایج انتخابی | نتایج انتخابی | نتایج انتخابی | نتایج انتخابی |
| سال             | دور             | GP              | W               | D               | L               | GS              | GA              | GP | W             | D*            | L             | GS            | GA            |               |
| --------------- | --------------- | --------------- | --------------- | --------------- | --------------- | --------------- | --------------- | -- | ------------- | ------------- | ------------- | ------------- | ------------- | ------------- |
| ۱۹۵۶            | عدم حضور        | -               | -               | -               | -               | -               | -               | -  | -             | -             | -             | -             | -             |               |
| ۱۹۶۰            | عدم حضور        | -               | -               | -               | -               | -               | -               | -  | -             | -             | -             | -             | -             |               |
| ۱۹۶۴            | عدم حضور        | -               | -               | -               | -               | -               | -               | -  | -             | -             | -             | -             | -             |               |
| ۱۹۶۸            | عدم حضور        | -               | -               | -               | -               | -               | -               | -  | -             | -             | -             | -             | -             |               |
| ۱۹۷۲            | راه نیافت       | -               | -               | -               | -               | -               | -               | ۳  | ۰             | ۲             | ۱             | ۴             | ۵             |               |
| ۱۹۷۶            | انصراف          | -               | -               | -               | -               | -               | -               | -  | -             | -             | -             | -             | -             |               |
| ۱۹۸۰            | مرحله اول       | ۴               | ۲               | ۱               | ۱               | ۳               | ۲               | ۳  | ۲             | ۱             | ۰             | ۲             | ۰             |               |
| ۱۹۸۴            | مرحله اول       | ۴               | ۱               | ۱               | ۲               | ۳               | ۵               | ۵  | ۳             | ۰             | ۲             | ۹             | ۸             |               |
| ۱۹۸۸            | مرحله اول       | ۴               | ۲               | ۰               | ۲               | ۲               | ۵               | ۴  | ۳             | ۱             | ۰             | ۸             | ۲             |               |
| ۱۹۹۲            | راه نیافت       | -               | -               | -               | -               | -               | -               | ۲  | ۱             | ۰             | ۱             | ۳             | ۴             |               |
| ۱۹۹۶            | مرحله اول       | ۳               | ۱               | ۰               | ۲               | ۳               | ۶               | ۴  | ۳             | ۰             | ۱             | ۶             | ۲             |               |
| ۲۰۰۰            | راه نیافت       | -               | -               | -               | -               | -               | -               | ۶  | ۴             | ۱             | ۱             | ۱۱            | ۳             |               |
| ۲۰۰۴            | راه نیافت       | -               | -               | -               | -               | -               | -               | ۶  | ۲             | ۱             | ۳             | ۱۶            | ۱۰            |               |
| ۲۰۰۷            | راه نیافت       | -               | -               | -               | -               | -               | -               | ۶  | ۲             | ۲             | ۲             | ۱۰            | ۶             |               |
| ۲۰۱۱            | مرحله اول       | ۳               | ۱               | ۰               | ۲               | ۴               | ۵               | ۶  | ۴             | ۲             | ۰             | ۱۰            | ۲             |               |
| ۲۰۱۵            | راه نیافت       | -               | -               | -               | -               | -               | -               | ۶  | ۱             | ۱             | ۴             | ۷             | ۷             |               |
| ۲۰۱۹            | انتخاب شده      | -               | -               | -               | -               | -               | -               | ۸  | ۶             | ۰             | ۲             | ۲۶            | ۱۱            |               |
| جمع             | ۰ عنوان         | ۱۸              | ۷               | ۲               | ۹               | ۱۵              | ۲۳              |    | ۵۹            | ۳۱            | ۱۱            | ۱۷            | ۱۱۲           | ۶۰            |

| تاریخچه بازیهای آسیایی | تاریخچه بازیهای آسیایی    | تاریخچه بازیهای آسیایی | تاریخچه بازیهای آسیایی |
| سال                    | مرحله                     | امتیاز                 | نتیجه                  |
| ---------------------- | ------------------------- | ---------------------- | ---------------------- |
| ۱۹۸۰                   |                           |                        |                        |
| مرحله اول              | سوریه ۰ – ۰ ایران         | مساوی                  |                        |
| مرحله اول              | سوریه ۱ – ۰ بنگلادش       | برد                    |                        |
| مرحله اول              | سوریه ۱ – ۲ کرهٔ شمالی     | باخت                   |                        |
| مرحله اول              | سوریه ۱ – ۰ چین           | برد                    |                        |
| ۱۹۸۴                   |                           |                        |                        |
| مرحله اول              | سوریه ۱ – ۱ قطر           | مساوی                  |                        |
| مرحله اول              | سوریه ۰ – ۱ عربستان سعودی | باخت                   |                        |
| مرحله اول              | سوریه ۱ – ۰ کرهٔ جنوبی     | برد                    |                        |
| مرحله اول              | سوریه ۱ – ۳ کویت          | باخت                   |                        |
| ۱۹۸۸                   |                           |                        |                        |
| مرحله اول              | سوریه ۰ – ۲ عربستان سعودی | باخت                   |                        |
| مرحله اول              | سوریه ۰ – ۳ چین           | باخت                   |                        |
| مرحله اول              | سوریه ۱ – ۰ کویت          | برد                    |                        |
| مرحله اول              | سوریه ۱ – ۰ بحرین         | برد                    |                        |
| ۱۹۹۶                   |                           |                        |                        |
| مرحله اول              | سوریه ۱ – ۲ ژاپن          | باخت                   |                        |
| مرحله اول              | سوریه ۰ – ۳ چین           | باخت                   |                        |
| مرحله اول              | سوریه ۲ – ۱ ازبکستان      | برد                    |                        |
| ۲۰۱۱                   |                           |                        |                        |
| مرحله اول              | سوریه ۲ – ۱ عربستان سعودی | برد                    |                        |
| مرحله اول              | سوریه ۱ – ۲ ژاپن          | باخت                   |                        |
| مرحله اول              | سوریه ۱ – ۲ اردن          | باخت                   |                        |

### المپیک
| فوتبال در بازی‌های المپیک تابستانی | فوتبال در بازی‌های المپیک تابستانی      | فوتبال در بازی‌های المپیک تابستانی      | فوتبال در بازی‌های المپیک تابستانی      | فوتبال در بازی‌های المپیک تابستانی      | فوتبال در بازی‌های المپیک تابستانی      | فوتبال در بازی‌های المپیک تابستانی      | فوتبال در بازی‌های المپیک تابستانی      |                                        | نتایج انتخابی | نتایج انتخابی | نتایج انتخابی | نتایج انتخابی | نتایج انتخابی | نتایج انتخابی |
| میزبان/سال                        | نتیجه                                  | GP                                     | W                                      | D                                      | L                                      | GS                                     | GA                                     | GP                                     | W             | D*            | L             | GS            | GA            |               |
| --------------------------------- | -------------------------------------- | -------------------------------------- | -------------------------------------- | -------------------------------------- | -------------------------------------- | -------------------------------------- | -------------------------------------- | -------------------------------------- | ------------- | ------------- | ------------- | ------------- | ------------- | ------------- |
| ۱۹۰۰تا ۱۹۶۸                       | عدم حضور                               | -                                      | -                                      | -                                      | -                                      | -                                      | -                                      | -                                      | -             | -             | -             | -             | -             |               |
| ۱۹۷۲                              | راه نیافت                              | -                                      | -                                      | -                                      | -                                      | -                                      | -                                      | ۲                                      | ۰             | ۱             | ۱             | ۰             | ۱             |               |
| ۱۹۷۶                              | عدم حضور                               | -                                      | -                                      | -                                      | -                                      | -                                      | -                                      | -                                      | -             | -             | -             | -             | -             |               |
| ۱۹۸۰                              | مرحله اول                              | ۳                                      | ۰                                      | ۱                                      | ۲                                      | ۰                                      | ۸                                      | ۴                                      | ۲             | ۰             | ۲             | ۳             | ۱             |               |
| ۱۹۸۴                              | راه نیافت                              | -                                      | -                                      | -                                      | -                                      | -                                      | -                                      | ۶                                      | ۲             | ۱             | ۳             | ۶             | ۱۰            |               |
| ۱۹۸۸                              | راه نیافت                              | -                                      | -                                      | -                                      | -                                      | -                                      | -                                      | ۲                                      | ۰             | ۰             | ۲             | ۰             | ۵             |               |
| ۱۹۹۲ – تاکنون                     | ببینید تیم ملی فوتبال زیر ۲۳ سال سوریه | ببینید تیم ملی فوتبال زیر ۲۳ سال سوریه | ببینید تیم ملی فوتبال زیر ۲۳ سال سوریه | ببینید تیم ملی فوتبال زیر ۲۳ سال سوریه | ببینید تیم ملی فوتبال زیر ۲۳ سال سوریه | ببینید تیم ملی فوتبال زیر ۲۳ سال سوریه | ببینید تیم ملی فوتبال زیر ۲۳ سال سوریه | ببینید تیم ملی فوتبال زیر ۲۳ سال سوریه |               |               |               |               |               |               |
| جمع                               | ۰ عنوان                                | ۳                                      | ۰                                      | ۱                                      | ۲                                      | ۰                                      | ۸                                      | ۱۴                                     | ۴             | ۲             | ۸             | ۹             | ۱۷            |               |

### قهرمانی فوتبال غرب آسیا
| قهرمانی فوتبال غرب آسیا      | قهرمانی فوتبال غرب آسیا | قهرمانی فوتبال غرب آسیا | قهرمانی فوتبال غرب آسیا | قهرمانی فوتبال غرب آسیا | قهرمانی فوتبال غرب آسیا | قهرمانی فوتبال غرب آسیا | قهرمانی فوتبال غرب آسیا | قهرمانی فوتبال غرب آسیا |
| سال                          | مرحله                   | GP                      | W                       | D                       | L                       | GS                      | GA                      |                         |
| ---------------------------- | ----------------------- | ----------------------- | ----------------------- | ----------------------- | ----------------------- | ----------------------- | ----------------------- | ----------------------- |
| مسابقات فوتبال غرب آسیا ۲۰۰۰ | دوم                     | ۵                       | ۲                       | ۱                       | ۲                       | ۵                       | ۲                       |                         |
| مسابقات فوتبال غرب آسیا ۲۰۰۲ | چهارم                   | ۴                       | ۱                       | ۱                       | ۲                       | ۵                       | ۶                       |                         |
| مسابقات فوتبال غرب آسیا ۲۰۰۴ | دوم                     | ۴                       | ۱                       | ۱                       | ۲                       | ۶                       | ۱۳                      |                         |
| مسابقات فوتبال غرب آسیا ۲۰۰۷ | نیمه نهایی              | ۳                       | ۲                       | ۰                       | ۱                       | ۲                       | ۳                       |                         |
| مسابقات فوتبال غرب آسیا ۲۰۰۸ | نیمه نهایی              | ۳                       | ۱                       | ۱                       | ۱                       | ۲                       | ۳                       |                         |
| مسابقات فوتبال غرب آسیا ۲۰۱۰ | مرحله گروهی             | ۲                       | ۰                       | ۱                       | ۱                       | ۲                       | ۳                       |                         |
| مسابقات فوتبال غرب آسیا ۲۰۱۲ | قهرمان                  | ۴                       | ۲                       | ۲                       | ۰                       | ۵                       | ۳                       |                         |
| قهرمانی غرب آسیا ۲۰۱۴        | انصراف                  | -                       | -                       | -                       | -                       | -                       | -                       |                         |
| قهرمانی غرب آسیا ۲۰۱۶        | TBD                     | -                       | -                       | -                       | -                       | -                       | -                       |                         |
| جمع                          | ۱ عنوان                 | ۲۵                      | ۹                       | ۷                       | ۹                       | ۲۷                      | ۳۳                      |                         |

### جام عربی
| جام عربی | جام عربی    | جام عربی | جام عربی | جام عربی | جام عربی | جام عربی | جام عربی | جام عربی |
| سال      | مرحله       | GP       | W        | D        | L        | GS       | GA       |          |
| -------- | ----------- | -------- | -------- | -------- | -------- | -------- | -------- | -------- |
| ۱۹۶۳     | دوم         | ۴        | ۳        | ۰        | ۱        | ۹        | ۴        |          |
| ۱۹۶۴     | عدم حضور    | -        | -        | -        | -        | -        | -        |          |
| ۱۹۶۶     | دوم         | ۵        | ۳        | ۱        | ۱        | ۹        | ۴        |          |
| ۱۹۸۵     | عدم حضور    | -        | -        | -        | -        | -        | -        |          |
| ۱۹۸۸     | دوم         | ۶        | ۲        | ۲        | ۲        | ۵        | ۵        |          |
| ۱۹۹۲     | چهارم       | ۴        | ۰        | ۳        | ۱        | ۲        | ۳        |          |
| ۱۹۹۸     | مرحله گروهی | ۲        | ۰        | ۰        | ۲        | ۱        | ۶        |          |
| ۲۰۰۲     | مرحله گروهی | ۴        | ۲        | ۰        | ۲        | ۸        | ۶        |          |
| ۲۰۱۲     | عدم حضور    | -        | -        | -        | -        | -        | -        |          |
| جمع      | ۰ عنوان     | ۲۵       | ۱۰       | ۶        | ۹        | ۳۴       | ۲۸       |          |

### بازی‌های پان عربی
| بازی‌های پان عربی | بازی‌های پان عربی | بازی‌های پان عربی | بازی‌های پان عربی | بازی‌های پان عربی | بازی‌های پان عربی | بازی‌های پان عربی | بازی‌های پان عربی | بازی‌های پان عربی |
| سال              | مرحله            | GP               | W                | D                | L                | GS               | GA               |                  |
| ---------------- | ---------------- | ---------------- | ---------------- | ---------------- | ---------------- | ---------------- | ---------------- | ---------------- |
| ۱۹۵۳             | دوم              | ۳                | ۱                | ۱                | ۱                | ۳                | ۵                |                  |
| ۱۹۵۷             | قهرمان           | ۵                | ۲                | ۲                | ۱                | ۱۲               | ۶                |                  |
| ۱۹۶۱             | عدم حضور         | -                | -                | -                | -                | -                | -                |                  |
| ۱۹۶۵             | مرحله گروهی      | ۴                | ۲                | ۰                | ۲                | ۲۰               | ۸                |                  |
| ۱۹۷۶             | سوم              | ۶                | ۳                | ۱                | ۲                | ۶                | ۴                |                  |
| ۱۹۸۵             | مرحله گروهی      | ۲                | ۰                | ۰                | ۲                | ۰                | ۴                |                  |
| ۱۹۹۲             | چهارم            | ۴                | ۰                | ۳                | ۱                | ۲                | ۳                |                  |
| ۱۹۹۷             | دوم              | ۵                | ۴                | ۰                | ۱                | ۹                | ۵                |                  |
| ۱۹۹۹             | مرحله گروهی      | ۴                | ۰                | ۴                | ۰                | ۵                | ۵                |                  |
| ۲۰۰۷             | عدم حضور         | -                | -                | -                | -                | -                | -                |                  |
| ۲۰۱۱             | انصراف           | -                | -                | -                | -                | -                | -                |                  |
| ۲۰۱۹             | TBD              | -                | -                | -                | -                | -                | -                |                  |
| جمع              | ۱ عنوان          | ۳۳               | ۱۲               | ۱۱               | ۱۰               | ۵۷               | ۴۰               |                  |

### بازیهای غرب آسیا
| بازیهای غرب آسیا | بازیهای غرب آسیا | بازیهای غرب آسیا | بازیهای غرب آسیا | بازیهای غرب آسیا | بازیهای غرب آسیا | بازیهای غرب آسیا | بازیهای غرب آسیا | بازیهای غرب آسیا |
| سال              | مرحله            | GP               | W                | D                | L                | GS               | GA               |                  |
| ---------------- | ---------------- | ---------------- | ---------------- | ---------------- | ---------------- | ---------------- | ---------------- | ---------------- |
| ۱۹۹۷             | دوم              |                  |                  |                  |                  |                  |                  |                  |
| ۲۰۰۲             | دوم              | ۴                | ۱                | ۳                | ۰                | ۵                | ۴                |                  |
| ۲۰۰۵             | دوم              | ۴                | ۱                | ۳                | ۰                | ۷                | ۵                |                  |
| جمع              | ۰ عنوان          |                  |                  |                  |                  |                  |                  |                  |

### افتخارات
- قهرمانی فوتبال غرب آسیا

برنده (۱): ۲۰۱۲
دوم (۲): ۲۰۰۰، ۲۰۰۴
چهارم (۱): ۲۰۰۲
نیمه نهایی (۲): ۲۰۰۷، ۲۰۰۸
- جام عربی

دوم (۳): ۱۹۶۳، ۱۹۶۶، ۱۹۸۸
چهارم (۳): ۱۹۹۲
- بازی‌های پان عربی

برنده (۱): ۱۹۵۷
دوم (۲): ۱۹۵۳، ۱۹۹۷
سوم (۱): ۱۹۷۶
چهارم (۱): ۱۹۹۲
- بازی‌های آسیایی

دوم  (۳): ۱۹۹۷، ۲۰۰۲، ۲۰۰۵

## تقویم بازی‌ها
برد
      تساوی
      باخت
| تاریخ          | حریف              | نتیجه | گ           | ورزشگاه                             | عنوان                  | گلزنان                                                               |
| -------------- | ----------------- | ----- | ----------- | ----------------------------------- | ---------------------- | -------------------------------------------------------------------- |
| ۲۶ مارس ۲۰۱۵   | اردن              | برد   | ۱–۰         | سلطان عبدالله، امان، اردن           | بازی دوستانه           | ۱۸' المصری                                                           |
| ۳۱ مارس ۲۰۱۵   | تاجیکستان         | برد   | ۳–۲         | ورزشگاه پامیر، دوشنبه، تاجیکستان    | بازی دوستانه           | ۲۳'،۳۷' رافع، ۶۲' الحسین                                             |
| ۲۴ مارس ۲۰۱۵   | لبنان             | تساوی | ۲–۲         | ورزشگاه صیدا، صیدا، لبنان           | بازی دوستانه           | ۷' الحسین, ۶۱' ماردیکیان                                             |
| ۵ ژوئن ۲۰۱۵    | عمان              | برد   | ۲–۱         | ورزشگاه السیب، السیب، عمان          | بازی دوستانه           | ۷' جفال، ۱۸' خریبین                                                  |
| ۱۱ ژوئن ۲۰۱۵   | افغانستان         | برد   | ۶–۰         | ورزشگاه ثامن‌الائمه، مشهد، ایران     | مقدماتی جام جهانی ۲۰۱۸ | ۱۹',۳۵' رافع، ۴۰' عجان، ۷۰' الحسین، ۷۵' ملکی، ۹۰+۳' خریبین           |
| ۳ سپتامبر ۲۰۱۵ | سنگاپور           | برد   | ۱–۰         | ورزشگاه سلطان قابوس، مسقط، عمان     | مقدماتی جام جهانی ۲۰۱۸ | ۵۹' جفال                                                             |
| ۸ سپتامبر ۲۰۱۵ | کامبوج            | برد   | ۶–۰         | ورزشگاه المپیک، پنوم‌پن، کامبوج      | مقدماتی جام جهانی ۲۰۱۸ | ۲۹',۳۹' خریبین، ۳۱' ملکی، ۴۴' المواث، ۵۰' میدانی، ۸۱' عثمان          |
| ۲ اکتبر ۲۰۱۵   | عمان              | باخت  | ۱–۲         | ورزشگاه سلطان قابوس، مسقط، عمان     | بازی دوستانه           | ۹۰' جفال                                                             |
| ۸ اکتبر ۲۰۱۵   | ژاپن              | باخت  | ۰–۳         | ورزشگاه السیب، السیب، عمان          | مقدماتی جام جهانی ۲۰۱۸ |                                                                      |
| ۱۳ اکتبر ۲۰۱۵  | افغانستان         | برد   | ۵–۲         | ورزشگاه السیب، السیب، عمان          | مقدماتی جام جهانی ۲۰۱۸ | ۹'،۲۱'،۸۳' عمری، ۳۲'،۹۰' المواث                                      |
| ۱۷ نوامبر ۲۰۱۵ | سنگاپور           | برد   | ۲–۱         | ورزشگاه ملی سنگاپور، کالنگ، سنگاپور | مقدماتی جام جهانی ۲۰۱۸ | ۲۰',۹۰+۳' خریبین                                                     |
| ۱۸ مارس ۲۰۱۶   | عراق              | برد   | ۱–۰         | ورزشگاه شهید دستگردی، تهران، ایران  | بازی دوستانه           | ۲۹' عمری                                                             |
| ۲۴ مارس ۲۰۱۶   | کامبوج            | برد   | ۶–۰         | ورزشگاه السیب، السیب، عمان          | مقدماتی جام جهانی ۲۰۱۸ | ۷',۱۹' خریبین، ۵۷' کلاسی، ۷۰' مکارا (گل‌به‌خودی)، ۸۰' الحسین، ۸۴' ملکی |
| ۲۹ مارس ۲۰۱۶   | ژاپن              | باخت  | ۰–۵         | ورزشگاه سایتاما، سایتاما، ژاپن      | مقدماتی جام جهانی ۲۰۱۸ |                                                                      |
| ۳۱ می ۲۰۱۶     | ویتنام            | باخت  | ۰–۲         | ورزشگاه ملی می دین، هانوی، ویتنام   | بازی دوستانه غیررسمی   |                                                                      |
| ۳ ژوئن ۲۰۱۶    | تایلند            | تساوی | ۲–۲ (۶–۷ پ) | ورزشگاه راجامانگالا، بانکوک، تایلند | 2016 King's Cup        | ۶۰' المواث، ۸۶' الاقا                                                |
| ۵ ژوئن ۲۰۱۶    | امارات متحدهٔ عربی | برد   | ۱–۰         | ورزشگاه راجامانگالا، بانکوک، تایلند | 2016 King's Cup        | ۵۰' المواث                                                           |
| ۲۷ اوت ۲۰۱۶    | تاجیکستان         | تساوی | ۰–۰         | استقلال، خجند، تاجیکستان            | بازی دوستانه           |                                                                      |
| ۱ سپتامبر ۲۰۱۶ | ازبکستان          | باخت  | ۰–۱         | ورزشگاه بنیادکار، تاشکند، ازبکستان  | مقدماتی جام جهانی ۲۰۱۸ |                                                                      |
| ۶ سپتامبر ۲۰۱۶ | کرهٔ جنوبی         | تساوی | ۰–۰         | عبدالرحمان، سرمبان، مالزی           | مقدماتی جام جهانی ۲۰۱۸ |                                                                      |
| ۶ اکتبر ۲۰۱۶   | چین               | برد   | ۱–۰         | Shaanxi، شی‌آن، چین                  | مقدماتی جام جهانی ۲۰۱۸ | ۵۴' المواث                                                           |
| ۱۱ اکتبر ۲۰۱۶  | قطر               | باخت  | ۰–۱         | ورزشگاه جاسم بن حمد، دوحه، قطر      | مقدماتی جام جهانی ۲۰۱۸ |                                                                      |
| ۹ نوامبر ۲۰۱۶  | سنگاپور           | برد   | ۲–۰         | عبدالرحمان، سرمبان، مالزی           | بازی دوستانه           | ۶۵' جنیات، ۷۰' الموباید                                              |
| ۱۵ نوامبر ۲۰۱۶ | ایران             | تساوی | ۰–۰         | عبدالرحمان، سرمبان، مالزی           | مقدماتی جام جهانی ۲۰۱۸ |                                                                      |
| ۲۳ مارس ۲۰۱۷   | ازبکستان          |       |             |                                     | مقدماتی جام جهانی ۲۰۱۸ |                                                                      |
| ۲۸ مارس ۲۰۱۷   | کرهٔ جنوبی         |       |             |                                     | مقدماتی جام جهانی ۲۰۱۸ |                                                                      |
| ۱۳ ژوئن ۲۰۱۷   | چین               |       |             |                                     | مقدماتی جام جهانی ۲۰۱۸ |                                                                      |
| ۳۱ اوت ۲۰۱۷    | قطر               |       |             |                                     | مقدماتی جام جهانی ۲۰۱۸ |                                                                      |
| ۵ سپتامبر ۲۰۱۷ | ایران             |       |             | ورزشگاه آزادی تهران، تهران، ایران   | مقدماتی جام جهانی ۲۰۱۸ |                                                                      |

### مقدماتی جام جهانی فوتبال ۲۰۱۸ (آسیا) – مرحله سوم
گروه الف
| ازبکستان     | ۱–۰                      | سوریه |
| ------------ | ------------------------ | ----- |
| Geynrikh ۷۴' | گزارش (FIFA) گزارش (AFC) |       |

| سوریه | ۰–۰                      | کرهٔ جنوبی |
| ----- | ------------------------ | --------- |
|       | گزارش (FIFA) گزارش (AFC) |           |

| چین | ۰–۱                      | سوریه      |
| --- | ------------------------ | ---------- |
|     | گزارش (FIFA) گزارش (AFC) | المواث ۵۴' |

| قطر                      | ۱–۰                      | سوریه |
| ------------------------ | ------------------------ | ----- |
| حسن الهیدوس ۳۷' (پنالتی) | گزارش (FIFA) گزارش (AFC) |       |

| سوریه | ۰–۰                      | ایران |
| ----- | ------------------------ | ----- |
|       | گزارش (FIFA) گزارش (AFC) |       |

| سوریه | v                        | ازبکستان |
| ----- | ------------------------ | -------- |
|       | گزارش (FIFA) گزارش (AFC) |          |

| کرهٔ جنوبی | v                        | سوریه |
| --------- | ------------------------ | ----- |
|           | گزارش (FIFA) گزارش (AFC) |       |

| سوریه | v                        | چین |
| ----- | ------------------------ | --- |
|       | گزارش (FIFA) گزارش (AFC) |     |

| سوریه | v                        | قطر |
| ----- | ------------------------ | --- |
|       | گزارش (FIFA) گزارش (AFC) |     |

| ایران | v                        | سوریه |
| ----- | ------------------------ | ----- |
|       | گزارش (FIFA) گزارش (AFC) |       |

## بازیکنان

### تیم کنونی
| ش. | پست       | بازیکن        | ت‌ت (سن)                 | بازی | گل | باشگاه         |
| -- | --------- | ------------- | ----------------------- | ---- | -- | -------------- |
| 1  | دروازه‌بان | ابراهیم عالمه | ۱۸ اکتبر ۱۹۹۱ ‏(۳۳ سال)  | ۲۳   | ۰  | الاتحاد        |
| 22 | دروازه‌بان | محمود الیوسف  | ۲۰ ژانویهٔ ۱۹۸۸ ‏(۳۷ سال) | ۴    | ۰  | United Victory |
| 23 | دروازه‌بان | احمد مدنی     | ۱ ژانویهٔ ۱۹۹۰ ‏(۳۵ سال)  | ۲    | ۰  | الجیش          |
|    |           |               |                         |      |    |                |
| 2  | مدافع     | احمد الصالیح  | ۲۰ مهٔ ۱۹۹۰ ‏(۳۵ سال)     | 34   | 1  | العربی         |
| 3  | مدافع     | موید عجان     | ۱۶ فوریهٔ ۱۹۹۳ ‏(۳۲ سال)  | ۲۷   | ۱  | نفت الواسط     |
| 4  | مدافع     | حسین جواید    | ۱ ژانویهٔ ۱۹۹۳ ‏(۳۲ سال)  | ۱۳   | ۰  | الزورا         |
| 5  | مدافع     | عمر میدانی    | ۲۶ ژانویهٔ ۱۹۹۴ ‏(۳۱ سال) | ۱۷   | ۱  | الوحده         |
| 6  | مدافع     | امرو جنیات    | ۱۵ ژانویهٔ ۱۹۹۳ ‏(۳۲ سال) | ۷    | ۱  | الشباب عمان    |
| 15 | مدافع     | العا شلبی     | ۳ مهٔ ۱۹۹۰ ‏(۳۵ سال)      | ۲۸   | ۲  | نفت الواسط     |
| 17 | مدافع     | هادی المصری   | ۷ ژوئن ۱۹۸۶ ‏(۳۹ سال)    | ۲    | ۰  | بحرین          |
|    |           |               |                         |      |    |                |
| 8  | هافبک     | حمید میدو     | ۳ ژوئن ۱۹۹۳ ‏(۳۲ سال)    | ۱۷   | ۰  | نیروی هوایی    |
| 10 | هافبک     | محمد المواث   | ۱ ژانویهٔ ۱۹۹۳ ‏(۳۲ سال)  | ۳۶   | ۶  | المحرق         |
| 11 | هافبک     | عثمان عمری    | ۱۰ ژانویهٔ ۱۹۹۲ ‏(۳۳ سال) | ۲۰   | ۵  | الوحده         |
| 13 | هافبک     | یوسف کلفا     | ۱۴ مهٔ ۱۹۹۳ ‏(۳۲ سال)     | ۵    | ۰  | الجیش          |
| 14 | هافبک     | تامر حاج محمد | ۲ آوریل ۱۹۹۰ ‏(۳۵ سال)   | ۷    | ۰  | اربیل          |
| 18 | هافبک     | ظاهر میدانی   | ۱۳ آوریل ۱۹۸۷ ‏(۳۸ سال)  | ۳۷   | ۰  | نیروی هوایی    |
| 20 | هافبک     | خالد المباید  | ۶ مارس ۱۹۹۳ ‏(۳۲ سال)    | ۱۷   | ۱  | Zakho          |
|    |           |               |                         |      |    |                |
| 7  | مهاجم     | عمر خربین     | ۱۵ ژانویهٔ ۱۹۹۴ ‏(۳۱ سال) | ۳۱   | ۱۳ | الوحده         |
| 9  | مهاجم     | احمد الدونی   | ۴ فوریهٔ ۱۹۸۹ ‏(۳۶ سال)   | ۱۸   | ۷  | نجف            |
| 16 | مهاجم     | سانهاریب ملکی | ۱ مارس ۱۹۸۴ ‏(۴۱ سال)    | ۲۸   | ۷  | بازیکن آزاد    |
| 19 | مهاجم     | رعفت مهتدی    | ۲۴ دسامبر ۱۹۹۵ ‏(۲۹ سال) | ۴    | ۰  | الاتحاد        |

### دعوت شده های اخیر
| پست       | نام بازیکن            | تاریخ تولد (سن)          | بازی‌ | گل‌ | باشگاه                      | آخرین دعوت                   |
| --------- | --------------------- | ------------------------ | ---- | -- | --------------------------- | ---------------------------- |
| دروازه‌بان | Shaher Al Shaker      | ۱ آوریل ۱۹۹۳ ‏(۳۲ سال)    | ۰    | ۰  | الجیش سوریه                 | v. کرهٔ جنوبی, ۱۶ شهریور ۱۳۹۵ |
| دروازه‌بان | Mosab Balhous         | ۵ اکتبر ۱۹۸۳ ‏(۴۱ سال)    | ۱۰۰  | ۰  | الکرامه                     | 2016 King's Cup              |
|           |                       |                          |      |    |                             |                              |
| مدافع     | Jehad Al Baour        | ۲۷ ژوئن ۱۹۸۷ ‏(۳۸ سال)    | ۱۱   | ۰  | الوحده                      | v. چین, ۱۵ مهر ۱۳۹۵          |
| مدافع     | Nadim Sabagh          | ۴ اوت ۱۹۸۵ ‏(۳۹ سال)      | ۳۵   | ۴  | الزورا                      | v. کرهٔ جنوبی, ۱۶ شهریور ۱۳۹۵ |
| مدافع     | Hamdi Al Masri        | ۷ آوریل ۱۹۸۳ ‏(۴۲ سال)    | ۳۳   | ۱  | باشگاه فوتبال پلیس عراق     | v. ژاپن, ۱۰ فروردین ۱۳۹۵     |
| مدافع     | Ahmad Kallasi         | ۱۸ ژوئیهٔ ۱۹۹۰ ‏(۳۵ سال)   | ۱۲   | ۱  | باشگاه فوتبال الاتحاد سوریه | v. ژاپن, ۱۰ فروردین ۱۳۹۵     |
| مدافع     | Saad Ahmad            | ۱۰ اوت ۱۹۸۹ ‏(۳۵ سال)     | ۲    | ۰  | Muscat                      | v. ژاپن, ۱۰ فروردین ۱۳۹۵     |
|           |                       |                          |      |    |                             |                              |
| هافبک     | Abdelrazaq Al Hussain | ۱۵ سپتامبر ۱۹۸۶ ‏(۳۸ سال) | ۵۶   | ۱۲ | باشگاه ورزشی النجمه لبنان   | v. قطر, ۲۰ مهر ۱۳۹۵          |
| هافبک     | Fahd Youssef          | ۱۵ مهٔ ۱۹۸۷ ‏(۳۸ سال)      | ۷    | ۰  | الجزیره                     | v. قطر, ۲۰ مهر ۱۳۹۵          |
| هافبک     | ثائر کروما            | ۲ فوریهٔ ۱۹۹۰ ‏(۳۵ سال)    | ۵    | ۰  | نفط الجنوب                  | v. کرهٔ جنوبی, ۱۶ شهریور ۱۳۹۵ |
| هافبک     | Ahmad Ashkar          | ۱ ژانویهٔ ۱۹۹۶ ‏(۲۹ سال)   | ۴    | ۰  | Al-Hurriya                  | v. کرهٔ جنوبی, ۱۶ شهریور ۱۳۹۵ |
| هافبک     | Burhan Sahyouni       | ۷ آوریل ۱۹۸۶ ‏(۳۹ سال)    | ۳۲   | ۲  | الوحده                      | 2016 King's Cup              |
| هافبک     | Khaled Al Saleh       | ۱۵ ژانویهٔ ۱۹۸۸ ‏(۳۷ سال)  | ۰    | ۰  | الاتحاد                     | 2016 King's Cup              |
| هافبک     | Oday Al Jafal         | ۲۷ مهٔ ۱۹۹۰ ‏(۳۵ سال)      | ۳۰   | ۵  | نجف                         | v. کامبوج, ۵ فروردین ۱۳۹۵    |
|           |                       |                          |      |    |                             |                              |
| مهاجم     | Nasouh Al Nakdali     | ۱۵ ژوئن ۱۹۹۳ ‏(۳۲ سال)    | 8    | 0  | الوحده                      | v. کرهٔ جنوبی, ۱۶ شهریور ۱۳۹۵ |
| مهاجم     | Mohammad Hamadko      | ۱۰ مهٔ ۱۹۸۶ ‏(۳۹ سال)      | ۱    | ۰  | الجیش                       | v. کرهٔ جنوبی, ۱۶ شهریور ۱۳۹۵ |
| مهاجم     | Abdul Fattah Al Agha  | ۱ اوت ۱۹۸۴ ‏(۴۱ سال)      | ۴۰   | ۶  | Masr                        | 2016 King's Cup              |
| مهاجم     | Mahmoud Al Baher      | ۳۰ ژانویهٔ ۱۹۹۴ ‏(۳۱ سال)  | ۱    | ۰  | Zakho                       | v. ژاپن, ۱۰ فروردین ۱۳۹۵     |

|}

## مربیان
| نام                    | ملیت               | مدت                              | مسابقات | برد | مساوی | باخت | افتخارات                           |
| ---------------------- | ------------------ | -------------------------------- | ------- | --- | ----- | ---- | ---------------------------------- |
| Albert József          | مجارستان           | ۱۹۵۶ – ۱۹۵۹                      |         |     |       |      |                                    |
| Miklós Vadas           | مجارستان           | ۱۹۶۰ – ۱۹۶۵                      |         |     |       |      |                                    |
| Cornel Drăgușin        | رومانی             | ۱۹۶۵ – ۱۹۶۶                      |         |     |       |      |                                    |
| Ezzat Abdel-Wahab      | سوریه              | ۱۹۶۹                             |         |     |       |      |                                    |
| Moussa Shammas         | سوریه              | ۱۹۸۰                             |         |     |       |      |                                    |
| Avedis Kavlakian       | سوریه              | ۱۹۸۳ – ۱۹۸۵                      |         |     |       |      |                                    |
| Valeriy Yaremchenko    | اتحاد جماهیر شوروی | ۱۹۸۵ – ۱۹۸۷                      |         |     |       |      |                                    |
| Anatoliy Azarenkov     | اتحاد جماهیر شوروی | ۱۹۸۷ – ۱۹۸۹                      |         |     |       |      |                                    |
| Anatoliy Azarenkov     | اوکراین            | ۱۹۹۲                             |         |     |       |      |                                    |
| Virgil Dridea          | رومانی             | ۱۹۹۲ – ۱۹۹۳                      |         |     |       |      |                                    |
| Yuri Kurnenin          | بلاروس             | ۱۹۹۶                             |         |     |       |      |                                    |
| Mircea Rădulescu       | رومانی             | ۱۹۹۷ – ۱۹۹۸                      |         |     |       |      |                                    |
| Moussa Shammas         | سوریه              | مارس ۱۹۹۹ – سپتامبر ۱۹۹۹         |         |     |       |      |                                    |
| Dragoslav Popović      | صربستان            | سپتامبر ۱۹۹۹ - فوریه ۲۰۰۰        |         |     |       |      |                                    |
| Dragoslav Sridović     | صربستان            | مارس ۲۰۰۰ - آوریل ۲۰۰۰           |         |     |       |      |                                    |
| Božidar Vukotić        | صربستان            | مارس ۲۰۰۱ - اکتبر ۲۰۰۱           |         |     |       |      |                                    |
| Nizar Mahrous          | سوریه              | اکتبر ۲۰۰۱ – دسامبر ۲۰۰۱         |         |     |       |      |                                    |
| جلال طالبی             | ایران              | نوامبر ۲۰۰۱ - سپتامبر ۲۰۰۲       | ۱۰      | ۹   | ۰     | ۱    |                                    |
| Janusz Wójcik          | لهستان             | مارس ۲۰۰۳ - اوت ۲۰۰۳             |         |     |       |      |                                    |
| Božidar Vukotić        | صربستان            | سپتامبر ۲۰۰۳ - نوامبر ۲۰۰۳       |         |     |       |      |                                    |
| Ahmed Rifaat           | مصر                | دسامبر ۲۰۰۳ – نوامبر ۲۰۰۴        |         |     |       |      |                                    |
| Miloslav Radenović     | صربستان            | ۲۰۰۵ – اوت ۲۰۰۶                  |         |     |       |      |                                    |
| Fajr Ibrahim           | سوریه              | ۵ اوت ۲۰۰۶ – آوریل ۲۰۰۸          | ۲۴      | ۱۳  | ۵     | ۶    | دوم در جام نهرو ۲۰۰۷               |
| Mohammed Kwid          | سوریه              | ۱۰ می ۲۰۰۸ – ۲۰ اوت ۲۰۰۸         | ۸       | ۴   | ۰     | ۴    |                                    |
| Fajr Ibrahim           | سوریه              | ۱۳ نوامبر ۲۰۰۸ – ۱۳ سپتامبر ۲۰۱۰ | ۲۸      | ۱۳  | ۹     | ۶    | دوم در جام نهرو ۲۰۰۹               |
| Ayman Hakeem (موقت)    | سوریه              | ۱۴ سپتامبر ۲۰۱۰ – ۲۰ دسامبر ۲۰۱۰ | ۵       | ۲   | ۱     | ۲    |                                    |
| Ratomir Dujković       | صربستان            | ۲۸ اکتبر ۲۰۱۰ – ۸ دسامبر ۲۰۱۰    | ۱       | ۱   | ۰     | ۰    |                                    |
| Valeriu Tiţa           | رومانی             | ۲۱ دسامبر ۲۰۱۰ – ۹ فوریه ۲۰۱۱    | ۶       | ۱   | ۰     | ۵    |                                    |
| Claude Le Roy          | فرانسه             | ۱۶ آوریل ۲۰۱۱ – ۴ می ۲۰۱۱        | ۰       | ۰   | ۰     | ۰    |                                    |
| Nizar Mahrous          | سوریه              | ۲۲ می ۲۰۱۱ – ۱۸ اوت ۲۰۱۱         | ۷       | ۵   | ۲     | ۰    |                                    |
| Marwan Khoury          | سوریه              | ۷ ژوئیه ۲۰۱۲ – ۳۰ اوت ۲۰۱۲       | ۴       | ۱   | ۱     | ۲    |                                    |
| Hussam Al Sayed        | سوریه              | ۲۱ اکتبر ۲۰۱۲ – ۱۰ آوریل ۲۰۱۳    | ۸       | ۲   | ۳     | ۳    | برنده مسابقات فوتبال غرب آسیا ۲۰۱۲ |
| Anas Makhlouf          | سوریه              | ۱۳ آوریل ۲۰۱۳ – ۲۳ اکتبر ۲۰۱۳    | ۳       | ۰   | ۱     | ۲    |                                    |
| Hussam Al Sayed (موقت) | سوریه              | ۹ نوامبر۲۰۱۳ – ۲۰ نوامبر ۲۰۱۳    | ۳       | ۱   | ۰     | ۲    |                                    |
| Ahmad Al Shaar         | سوریه              | ۱۳ فوریه ۲۰۱۴ – ۵ مارس ۲۰۱۴      | ۱       | ۰   | ۰     | ۱    |                                    |
| Muhannad Al Fakeer     | سوریه              | ۱۸ سپتامبر ۲۰۱۴ – ۵ ژانویه ۲۰۱۵  | ۲       | ۲   | ۰     | ۰    |                                    |
| Fajr Ibrahim           | سوریه              | ۶ ژانویه ۲۰۱۵ – ۲۹ مارس ۲۰۱۶     | ۱۴      | ۱۰  | ۱     | ۳    |                                    |
| Ayman Hakeem           | سوریه              | ۹ می ۲۰۱۶ –                      | ۹       | ۳   | ۴     | ۲    |                                    |

## نتایج مقابل سایر تیم‌ها
تا تاریخ ۱۵ November ۲۰۱۶